# EWHL Super Cup 2016/17
Der EWHL Super Cup 2016/17 war die sechste Austragung des EWHL Super Cups. Der Wettbewerb im Eishockey der Frauen wurde von der Elite Women’s Hockey League (EWHL) organisiert.

## Modus und Teilnehmer
Die neun teilnehmenden Mannschaften spielten in einer Einfachrunde Jeder gegen jeden. Ein Spiel ging über 3 × 20:00 Minuten. Für einen Sieg gibt es drei Punkte; für einen Sieg nach Verlängerung (Sudden Victory Overtime) oder Penaltyschießen bekommt der Sieger zwei Punkte, der Verlierer einen.
Neben den letztjährigen Teilnehmern ESC Planegg, ECDC Memmingen und ERC Ingolstadt aus Deutschland, der HC ŠKP Bratislava aus der Slowakei sowie KMH Budapest aus Ungarn traten nach 2014/15 erneut die EV Bozen Eagles an. Neue Teilnehmer ist Aisulu Almaty aus Kasachstan. Zudem kamen in dieser Saison zwei österreichische Auswahl-Mannschaften, die sich aus Spielerinnen der EWHL-Mannschaften EHV Sabres Wien (Austrian Sabres Select) und DEC Salzburg Eagles (Austrian Eagles Select) verstärkt mit Nationalspielerinnen weiterer Vereine zusammensetzen. Die ZSC Lions Frauen hatten nicht für den Super Cup gemeldet.

## Kreuztabelle
|                      | Aisulu                         | Eagles                                  | Sabres Sel.                             | Memmingen                                   | Ingolstadt                              | Planegg                                 | Südtirol                                    | Bratislava                              | KMH                            |
| -------------------- | ------------------------------ | --------------------------------------- | --------------------------------------- | ------------------------------------------- | --------------------------------------- | --------------------------------------- | ------------------------------------------- | --------------------------------------- | ------------------------------ |
| Aisulu Almaty        |                                | 4:1 (1:0,0:0,3:1) Spielbericht          | 3:4 (2:2,1:1,0:0,0:1) (OT) Spielbericht |                                             |                                         | 1:3 (0:1,0:1,1:1) Spielbericht          |                                             |                                         | 2:0 (2:0,0:0,0:0) Spielbericht |
| Austrian Eagles Sel. |                                |                                         | -:-                                     | 1:4 (0:0,1:2,0:2) Spielbericht              | 0:4 (0:3,0:0,0:1) Spielbericht          |                                         |                                             |                                         | 3:1 (0:0,1:0,2:1) Spielbericht |
| Austrian Sabres Sel. |                                |                                         |                                         | 2:1 (0:1,0:0,1:0,0:0,1:0) (SO) Spielbericht | 2:1 (0:0,1:0,0:1,1:0) (OT) Spielbericht |                                         | 2:1 (0:0,0:1,1:0,0:0,1:0) (SO) Spielbericht | 3:4 (0:1,2:2,1:1) Spielbericht          |                                |
| ECDC Memmingen       | 1:0 (0:0,0:0,1:0) Spielbericht |                                         |                                         |                                             |                                         | 2:4 (2:1,0:1,0:2) Spielbericht          | 5:4 (2:1,1:1,2:2) Spielbericht              | 3:1 (1:1,1:0,1:0) Spielbericht          |                                |
| ERC Ingolstadt       | 6:0 (2:0,3:0,1:0) Spielbericht |                                         |                                         | 2:3 (0:1,2:2,0:0) Spielbericht              |                                         |                                         | 3:1 (0:0,0:0,3:1) Spielbericht              | 1:3 (1:2,0:0,0:1) Spielbericht          |                                |
| ESC Planegg          |                                | 4:0 (2:0,2:0,0:0) Spielbericht          | 2:1 (0:1,1:0,0:0,1:0) (OT) Spielbericht |                                             | 1:2 (0:0,0:1,1:1) Spielbericht          |                                         |                                             |                                         | 4:6 (2:3,1:1,1:2) Spielbericht |
| EV Bozen Eagles      | 2:0 (2:0,0:0,0:0) Spielbericht | 4:3 (1:1,1:0,1:2,1:0) (OT) Spielbericht |                                         |                                             |                                         | -:-                                     |                                             | 6:5 (1:1,2:2,2:2,1:0) (OT) Spielbericht |                                |
| HC ŠKP Bratislava    | 0:2 (0:0,0:1,0:1) Spielbericht | 2:3 (1:1,0:1,1:0,0:1) (OT) Spielbericht |                                         |                                             |                                         | 4:3 (0:0,0:3,3:0,1:0) (OT) Spielbericht |                                             |                                         | 3:2 (1:2,1:0,1:0) Spielbericht |
| KMH Budapest         |                                |                                         | 5:1 (3:0,2:1,0:0) Spielbericht          | 3:0 (2:0,0:0,1:0) Spielbericht              | -:-                                     |                                         | 2:6 (0:3,1:2,1:1) Spielbericht              |                                         |                                |

Drei Spiele fanden nicht statt.

## Tabelle
| Platz | Verein               | Land        | Spiele | S3 | S2 | N1 | N0 | Tore  | Punkte |
| ----- | -------------------- | ----------- | ------ | -- | -- | -- | -- | ----- | ------ |
| 1.    | ECDC Memmingen       | Deutschland | 8      | 5  | 0  | 1  | 2  | 19:17 | 16     |
| 2.    | ERC Ingolstadt       | Deutschland | 7      | 4  | 0  | 1  | 2  | 19:10 | 13     |
| 3.    | HC ŠKP Bratislava    | Slowakei    | 8      | 3  | 1  | 2  | 2  | 22:23 | 13     |
| 4.    | ESC Planegg          | Deutschland | 7      | 3  | 1  | 1  | 2  | 21:16 | 12     |
| 5.    | EV Bozen Eagles      | Italien     | 7      | 2  | 2  | 1  | 2  | 24:20 | 11     |
| 6.    | Aisulu Almaty        | Kasachstan  | 8      | 3  | 0  | 1  | 4  | 12:17 | 10     |
| 7.    | KMH Budapest         | Ungarn      | 7      | 3  | 0  | 0  | 4  | 19:19 | 9      |
| 8.    | Austrian Sabres Sel. | Osterreich  | 7      | 0  | 4  | 1  | 2  | 15:17 | 9      |
| 9.    | Austrian Eagles Sel. | Osterreich  | 7      | 1  | 1  | 1  | 4  | 11:23 | 6      |